# British Hard Court Championships 1978
Il British Hard Court Championships 1978 è stato un torneo di tennis giocato sulla terra rossa. È stata la 10ª edizione del torneo, che faceva parte del Colgate-Palmolive Grand Prix 1978. Si è giocato a Bournemouth in Gran Bretagna dal 24 al 30 settembre 1978.

## Campioni

### Singolare maschile
José Higueras ha battuto in finale  Paolo Bertolucci con il punteggio di 6–2, 6–1, 6–3

### Doppio maschile
Louk Sanders /  Rolf Thung hanno battuto in finale  David Carter /  Rod Frawley con il punteggio di 6–3, 6–4